# How the Other Half Lives
How the Other Half Lives (en français « Comment vit l'autre moitié ») est un livre de photojournalisme du photographe américain Jacob Riis publié en 1890 aux États-Unis. Il documente les conditions de vie misérables des quartiers pauvres et bidonvilles de New York dans les années 1880. Ce livre sert de base pour ce qui deviendra le journalisme muckraking, en révélant les bas quartiers de la ville de New York aux moyennes et hautes classes locales, et marquera la ville au point que des réformes seront lancées pour améliorer ces conditions.

## Contexte historique
Dans les années 1890, beaucoup de gens des classes moyennes et hautes de la société new-yorkaise n'étaient pas conscients des conditions dangereuses dans lesquelles vivaient les immigrants pauvres des bas-quartiers. Jacob Riis, un immigrant danois qui n'avait au début lui-même pas pu trouver beaucoup de travail, espérait révéler à un public lettré les conditions sordides du Lower East Side de Manhattan du XIXe siècle.
Après une brillante carrière comme reporter au contact de la police locale, il publia un ouvrage de photojournalisme exposant crûment ces conditions, en l'agrémentant de descriptions graphiques, de dessins, de photographies et de statistiques. Riis critiquait l'apathie de la classe fortunée vis-à-vis des problèmes sociaux endémiques dans les bidonvilles de New York, et pensait qu'en leur faisant prendre conscience de cette réalité, ils seraient plus motivés à aider à les éradiquer.

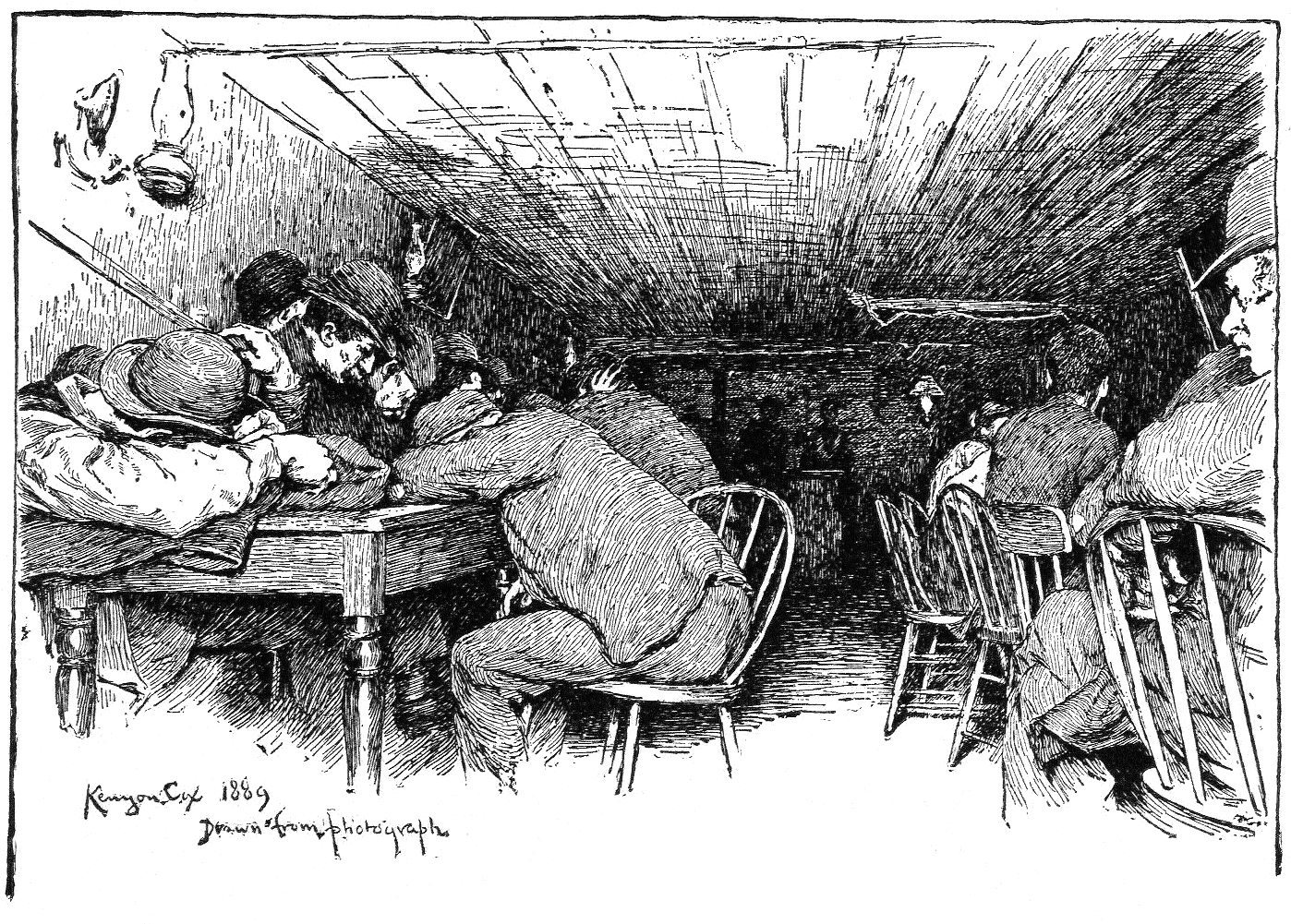
An all-night two-cents restaurant. (Un restaurant à deux cents, ouvert toute la nuit)

En 1889, Riis écrivit un article dans un magazine révélant certaines de ces dures conditions, qui fut publié avec plusieurs gravures réalisées d'après ses photographies dans Scribner's Magazine. Les images et les articles étant perturbants, les riches propriétaires des journaux de la ville refusèrent de les publier[réf. nécessaire]. Pourtant, l'article fit rapidement parler de lui et Riis passa pratiquement toute l'année à étendre ses articles pour en faire un livre et ainsi obtenir How the Other Half Lives: Studies among the Tenements of New York (« Comment vit l'autre moitié : études au milieu des immeubles de New York »), publié par Scribner's Books en 1890 (puis réédité). Le livre eut du succès et peu après sa publication, The New York Times en loua le contenu, le qualifiant de « livre puissant ».
Le titre de l'ouvrage est une référence à une phrase de l'écrivain français François Rabelais qui écrivit dans La Vie de Gargantua et de Pantagruel : « La moytié du monde ne sait comment l'autre vit ».

## Contenu

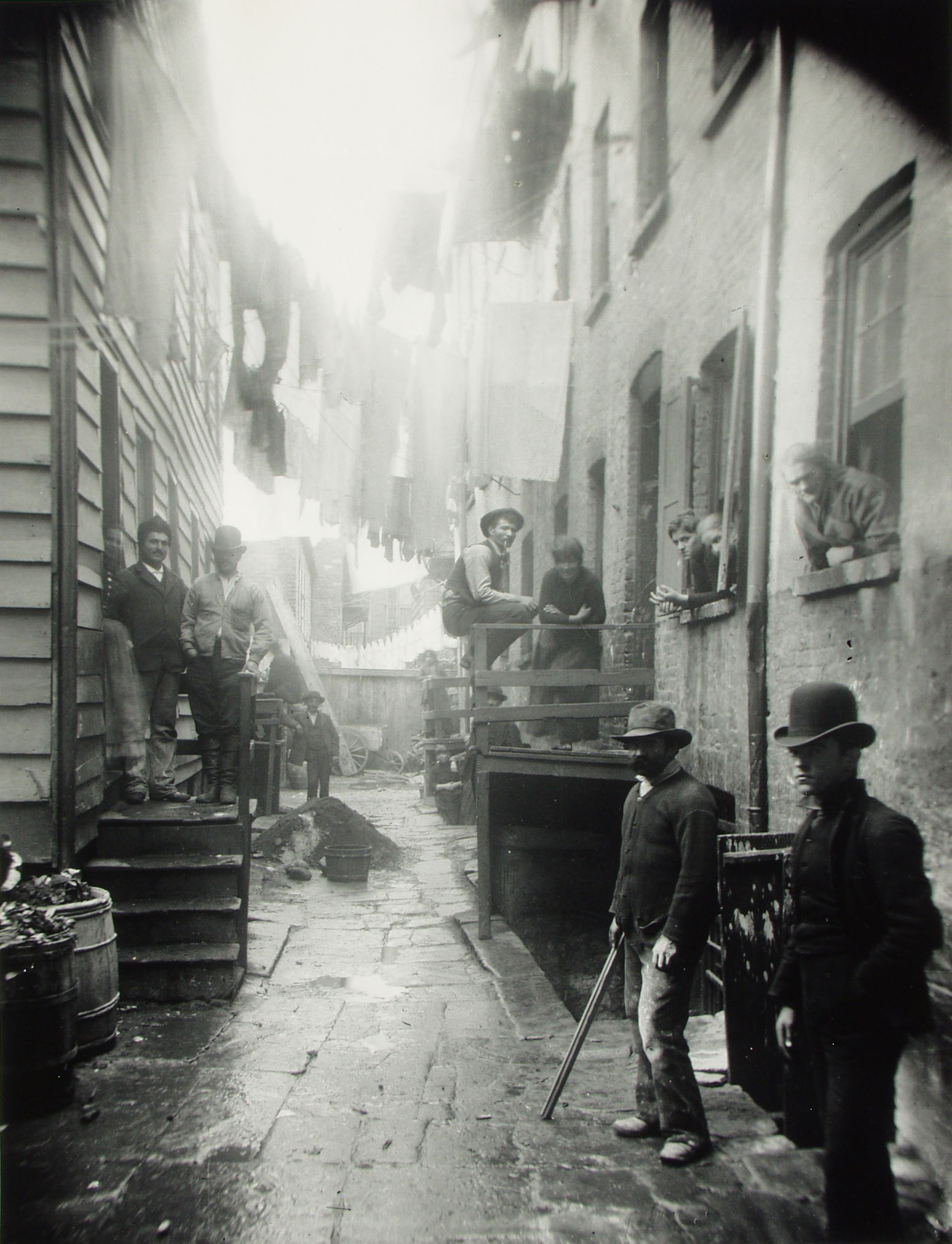
Bandit's Roost

Dans How the Other Half Lives, Riis décrit le système de logement dans les tenements (en) (des immeubles bas avec des appartements au confort sommaire et à loyer modéré) qui a failli, selon lui, à cause de l'avarice et de la négligence des gens plus aisés. Il affirme qu'il y a une corrélation entre le haut taux de criminalité, l'alcoolisme, l'attitude téméraire des pauvres et leur manque de foyer qui leur soit propre. Chapitre après chapitre, il utilise ses mots et photographies pour révéler les conditions vécues par les habitants de Manhattan les plus défavorisés, d'une manière qui « parle directement au cœur des gens. »
Il termine le livre avec des propositions pour en finir avec le problème. Il déclare que son projet est réalisable et que les classes hautes vont non seulement en profiter financièrement, mais ont également le devoir moral de se rapprocher de ces populations.
Grâce à l'invention alors récente du flash photographique, Riis fut capable de photographier les zones sombres de ces quartiers et de révéler les conditions misérables de travail et de vie. La lumière crue de la poudre flash de magnésium provoque souvent un regard choqué chez le sujet photographié ; cela fut vu comme l'indication d'une photographie authentique et objective.
Le livre détaille non seulement les conditions de vie dans les bas quartiers de New York mais également celles du travail dans des ateliers de misère installés dans certains de ces immeubles, qui ne payaient leurs employés que quelques cents par jour. Le livre montre également la situation désespérée des enfants qui travaillent — souvent dans des usines, en particulier textiles, ou comme « newsies » (vendeurs de journaux à la criée).

## Conséquences

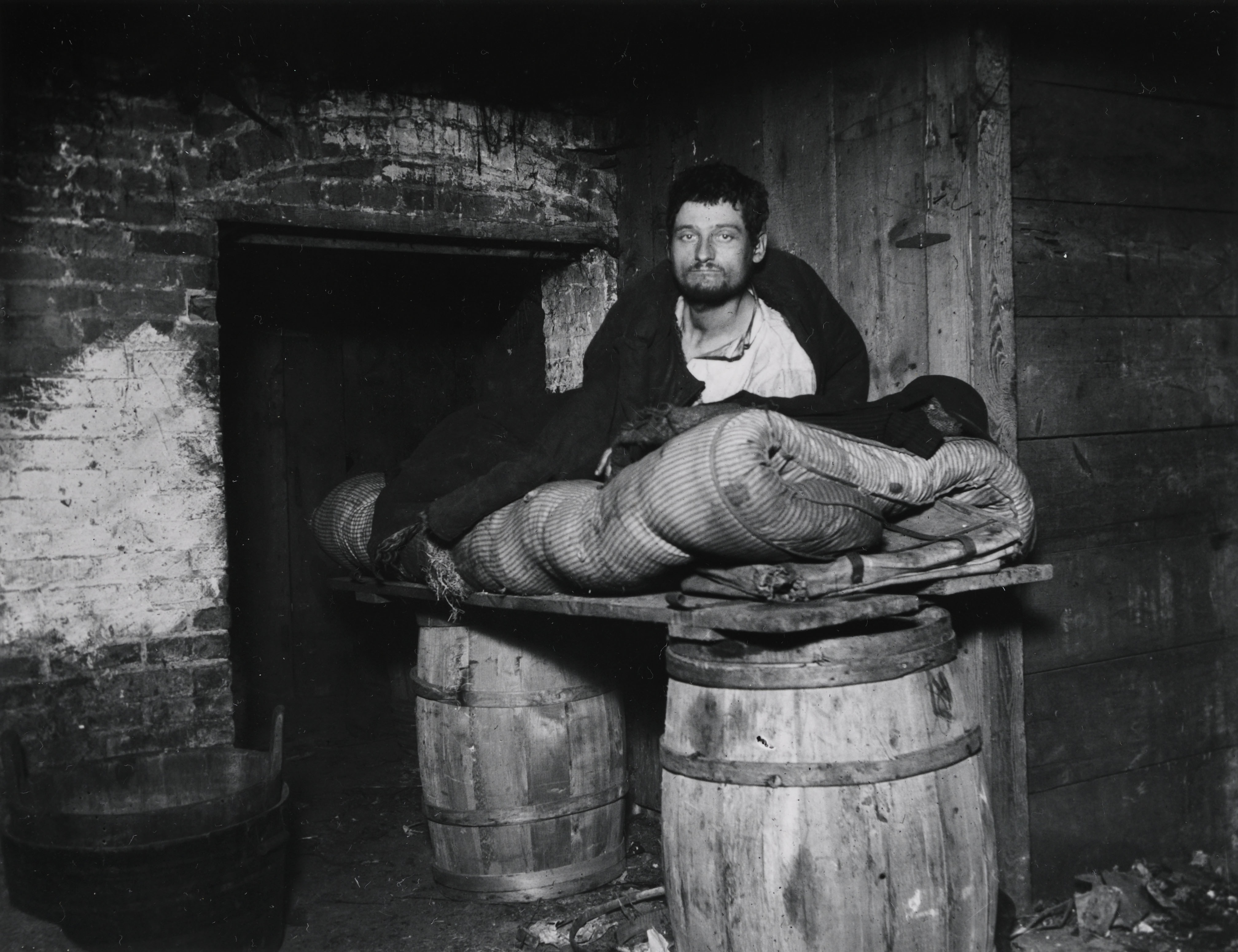
One of four pedlars who slept in the celler of 11 Ludlow Street rear

La prise de conscience de ces problèmes eut pour effet de pousser à démolir les immeubles les plus insalubres de New York, de faire cesser les ateliers de misère et de réformer les écoles de la ville. Le livre mena à une décennie d'améliorations des conditions de vie du Lower East Side. Riis milita aussi pour la mise en place d'égouts, de système de ramassage des déchets, de canalisation intérieure, et l'amélioration de l'école publique, de l'illumination et de la ventilation des rues et des immeubles[réf. nécessaire]. L'ouvrage s'adressait en particulier aux classes aisées de la ville, sur qui il faisait reposer l'espoir du changement ; certains de ceux qui s'étaient montrés d'abord réticents finirent par participer aux initiatives du photographe — John Davison Rockefeller et Andrew Carnegie ont par exemple investi de grandes sommes d'argent dans la création d'un hôtel pour les enfants atteints de la tuberculose.
Theodore Roosevelt, alors directeur du département de la police de New York, appliqua lui aussi plusieurs réformes et baptisa Jacob Riis « citoyen américain idéal » pour sa manière de transformer en faits les idées qu'il avait.

## Dans la culture populaire

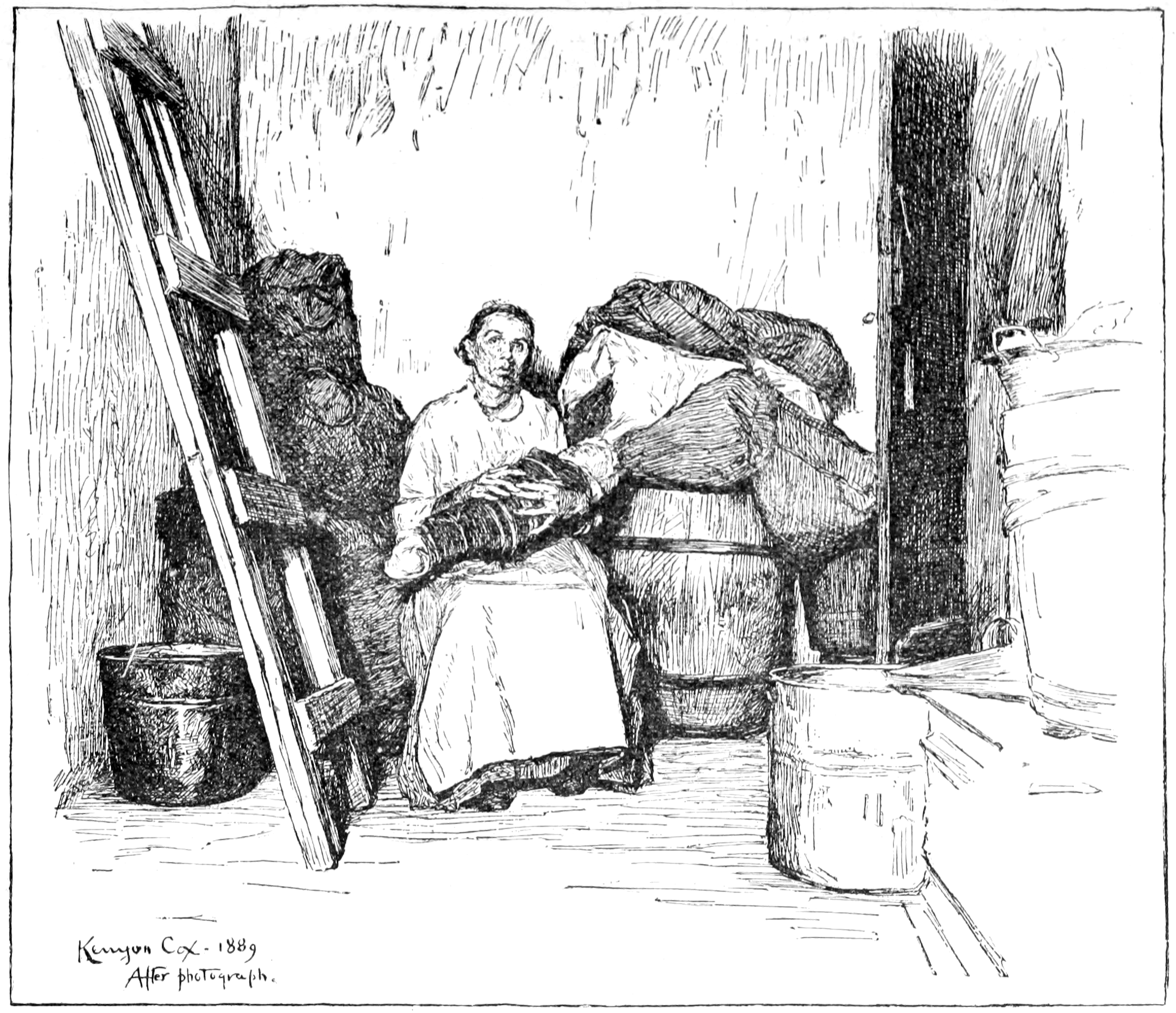
In the Home of an Italian Rag-Picker, Jersey Street

L'œuvre de Jacob Riis inspira Jack London qui écrivit un ouvrage similaire sur l'East End, équivalent londonien du Lower East Side new-yorkais, que l'auteur anglais intitula Le Peuple de l'abîme et qu'il illustra également de photographies.
La chanson des Beatles intitulée Glass Onion inclut dans ses paroles le passage :
« Looking through the bent backed tulips

To see how the other half live

Looking through a glass onion. »
« On regarde à travers les tulipes retournées

Pour voir comment vit l'autre moitié,

En regardant à travers un oignon de verre. »
Un épisode de la série Roswell, de même qu'un autre de la série Friday Night Lights, s'intitulent d'après l'ouvrage de Riis.